# Radikal 17
Das Radikal 17 mit der Bedeutung „Rahmen, Loch, geöffneter Mund“ ist eines von den 23 traditionellen Radikalen der chinesischen Schrift, die mit zwei Strichen geschrieben werden.
Mit 6 Zeichenverbindungen in Mathews’ Chinese-English Dictionary kommt es nur sehr selten im Lexikon vor.
Das Radikal 凵 kommt nicht als Einzelzeichen vor. Die Bedeutung variiert dabei von „offener Mund“ über „gefüllte Schale“ bis zu „Loch in der Erde“. Heute jedoch weist dieses Radikal den Zeichen, in denen es verwendet wird, weder einen Sinn noch eine Aussprache zu, sondern ist nur eine allgemeine Komponente in folgenden Zeichen:
凶 (= unheilvoll),
出 (= herausgehen) und
函 (= Behälter).
Die chinesischen Kurzzeichen 击 (= schlagen) und 画 (= malen) sind verkürzte Zeichen, die eigentlich mit 凵 in seiner Grundbedeutung nichts zu tun haben. Das Zeichen 幽(= tief und dunkel) gehört zum Radikal 46, 山 (= Berg).
Analog zu den ähnlichen Radikalen 22 匚 und 13 冂 ist der Name für 凵: 下三框 (= dreiseitiger, unten geschlossener Rahmen).
Das Radikalzeichen sieht dem  kyrillischen Zeichen Ц „ʦ“ ähnlich.

## Schriftzeichenverbindungen, die vom Radikal 17 regiert werden
| Striche | Zeichen        |
| ------- | -------------- |
| +0      | 凵             |
| +02     | 凶             |
| +03     | 凷 凸 凹 出 击 |
| +04     | 凼             |
| +06     | 函             |
| +07     | 凾             |
| +10     | 凿             |

 Im Unicodeblock Kangxi-Radikale ist das Radikal 17 unter der Codepointnummer 12.048 (U+2F10) codiert.